# Université de Troy
L’Université de Troy (en anglais : Troy University) est une université publique située à Troy, en Alabama, aux États-Unis. 